# Jerzy Dowiat

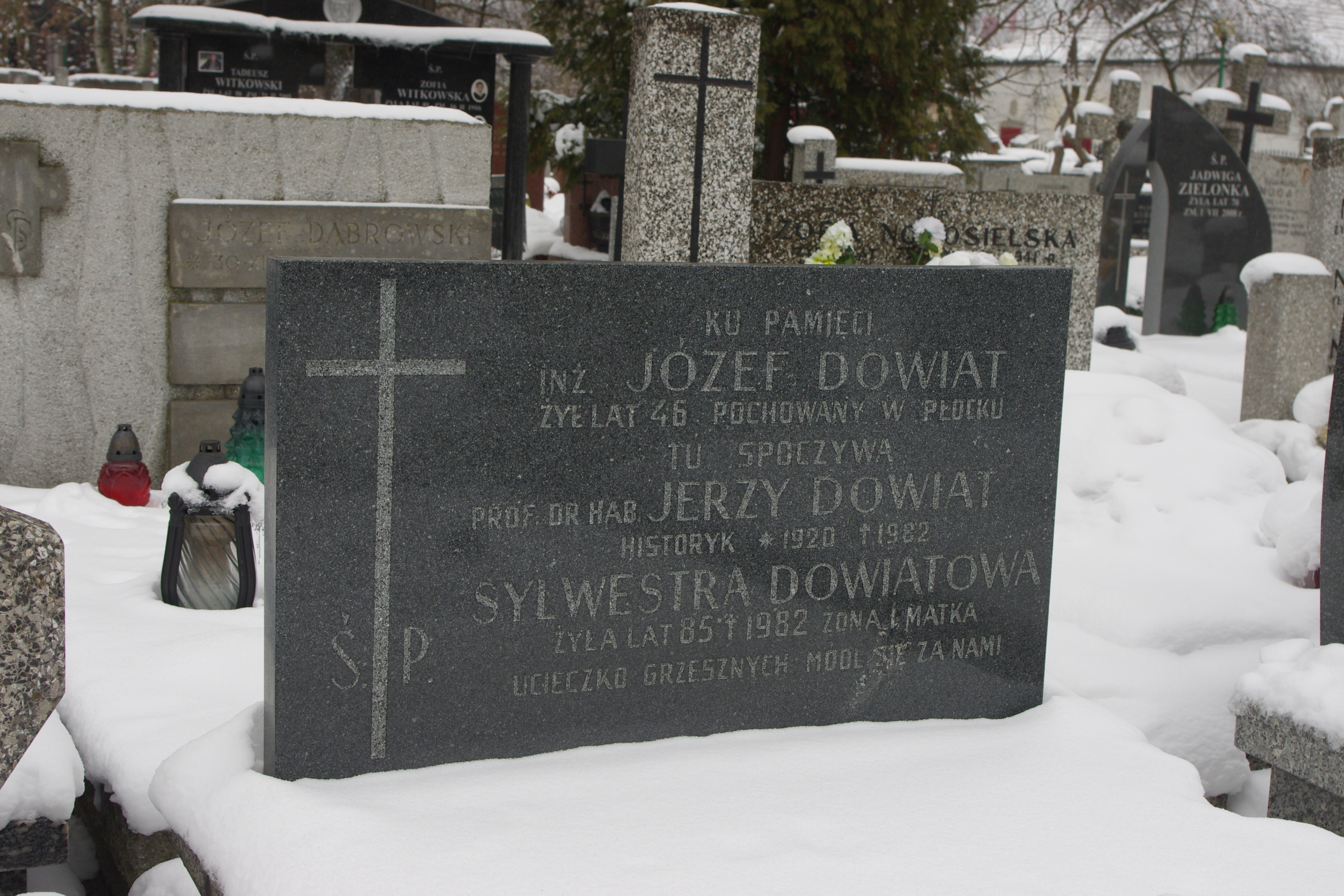
Grób Jerzego Dowiata na Cmentarzu Wilanowskim w Warszawie

Jerzy Dowiat (ur. 22 kwietnia 1920 w Żytomierzu, zm. 22 kwietnia 1982 w Warszawie) – polski historyk (mediewista), profesor nauk humanistycznych, pracownik Instytutu Historii PAN. Autor podręczników do nauki historii.

## Życiorys
Urodził się w rodzinie inteligenckiej jako syn Józefa i Sylwestry z domu Gajewskiej. Matka była nauczycielką, a ojciec inżynierem mierniczym i zmarł, gdy Jerzy miał 2 lata. Ukończył Liceum Ogólnokształcące w Płocku. Jego studia prawnicze na Uniwersytecie Warszawskim przerwał wybuch II wojny światowej. Pod okupacją niemiecką brał udział w tajnym nauczaniu, a w latach 1945–1947 pracował jako nauczyciel, m.in. w Państwowym Gimnazjum i Liceum im. Stefana Batorego w Warszawie (1945–1952). W 1946 rozpoczął studia historyczne na Uniwersytecie Warszawskim, był uczniem Tadeusza Manteuffla. Specjalizował się w historii politycznej i historii kultury Polski średniowiecznej. W latach 1953–1956 wykładał na Wyższej Szkole Pedagogicznej w Warszawie. Stopień doktora uzyskał w 1956 i został zatrudniony w Instytucie Historii Polskiej Akademii Nauk na stanowisku adiunkta. Habilitował się 1960 i awansował na docenta, a od września 1971 był profesorem nadzwyczajnym PAN. Jako kierownik Pracowni Historii Kultury Późnośredniowiecznej IH PAN był szefem zespołu, w którego skład wchodzili: Stanisław Trawkowski, Tadeusz Lalik, Bronisław Geremek, Stanisław Bylina, Jacek Wiesiołowski i Jacek Banaszkiewicz.

## Publikacje naukowe
- Skrót historii powszechnej nowożytnej i nowoczesnej, (ze Stefanem Przewalskim(inne języki))
- Chrzest Polski, Wiedza Powszechna, (wydania 1958, 1960, 1961, 1962, 1966, 1969, 1997)
- Metryka chrztu Mieszka I i jej geneza, PWN, 1961
- Historia Kościoła katolickiego w Polsce (do połowy XV wieku), (z Januszem Tazbirem), 1968
- Polska – państwem średniowiecznej Europy PWN, 1968
- Polska w świecie. Szkice z dziejów kultury polskiej, (współred.), PAN, 1972
- Kultura Polski średniowiecznej : X-XIII w. (red.), Warszawa: PIW, 1985. ISBN 83-06-00913-4

## Podręczniki
- Historia dla kl. 1 liceum ogólnokształcącego, techników i liceów zawodowych, 1967
- Historia dla klasy 1 liceum ogólnokształcącego, (wydania 1968, 1969, 1970, 1971, 1972, 1973, 1974, 1975, 1977, 1979, 1980, 1981, 1983, 1985, 1987)
- Historia dla klasy I technikum, (wydania 1968, 1969, 1970, 1971, 1972, 1973, 1974, 1976, 1978, 1979, 1980, 1983, 1984)
- Przed tysiącami lat. Podręcznik historii dla V klasy powszechnej szkoły średniej, 1979
- Dawne czasy. Podręcznik historii dla kl. VI powszechnej szkoły średniej, 1980